# Георги Дамяново
Вижте пояснителната страница за други значения на Лопушна.
Гео̀рги Дамя̀ново е село в Северозападна България. То е административен център на община Георги Дамяново, област Монтана.

## География
Намира се на 3 km от с. Гаврил Геново.

## История
Старото име на селото е Лопушна. Жители на селото взимат участие в Чипровското въстание от 1688 година.
През 1958 година е преименувано на Георги Дамяново, в чест на Георги Дамянов. Преди централния площад се намира къщата музей „Георги Дамянов“. Експозициите в 3-те стаи и избата разкриват живота на революционера Георги Дамянов от училищната му възраст и по-късно като учител, пощенски служител, офицер през войната, кмет на Лопушанската комуна и секретар на районния партиен комитет.
В първите години след Първата световна война Лопушна е сред селата в Берковско с най-силно влияние на Българската комунистическа партия (тесни социалисти). На 28 август 1923 година селото е посетено от министър-председателя Александър Цанков, който заплашва с репресии местните комунисти в случай на въоръжени действия от тяхна страна срещу правителството.

## Политика
- 2011 – Дилян Димитров (ГЕРБ) печели на втори тур с 67% срещу Тодор Тодоров (ОДС)
- 2007 – Дилян Димитров (ГЕРБ) печели на втори тур с 51% срещу Тодор Тодоров (ОДС)
- 2003 – Тодор Тодоров (СДС) печели на втори тур с 55% срещу Петър Григоров (НДСВ).
- 1999 – Тодор Тодоров (ОДС) печели на втори тур с 51% срещу Петър Григоров (независим).
- 1995 – Александър Свиларов (Предизборна коалиция БСП, БЗНС Александър Стамболийски, ПК Екогласност) печели на първи тур с 67% срещу Петър Григоров (Народен съюз).

## Забележителности
След 1,5 km по шосето из долината се стига до Лопушанския манастир. Той е изграден през средата на XIX век върху развалините на стар манастир. Зад високите каменни стени се открива храмът „Йоан Кръстител“. Построен е от неграмотния майстор Лило от с. Славиня, Царибродско през 1853 г. Ходил в Рилския манастир, начертал с нож върху дъска плана на църквата, върнал се и направил модел от лескови пръчки. Така построил храма с размери, по-малки от тези на Рилския манастир. Влага обаче и характерните за този край архитектурни елементи – островърх завършек на 5-те кубета, голям 3-ъгълен фронтон на западната фасада, профилиран корниз и др. Този храм за времето си представлява голямо архитектурно постижение за северозападните земи. Иконите в храма са изработени от Никола и Станислав Доспевски. Централният иконостас е дело на самоковски майстори резбари, а резбата на 2-та малки иконостаса е близка до Калоферската школа. За основател на манастира се смята архимандрит Дионисий от Берковица, комуто Никола Доспевски прави голям маслен портрет.

## Редовни събития
- 22 септември – празник на общината
- 15 август – празник на манастира
- Събор на 28 август

## Личности
- Георги Дамянов (1892 – 1958) – политик от БКП

## Други
Селото разполага с футболен отбор – „Шурданица“.